# Mark VIII (Panzer)
Der Mark VIII (auch als Liberty Tank bezeichnet) ist ein von Amerika, Großbritannien und Frankreich gebauter schwerer Panzer des Ersten Weltkrieges.

## Geschichte
Im Jahre 1916 ordnete US-General John Pershing die Aufstellung einer ersten Panzereinheit der US Army an und somit die Gründung der Panzerwaffe der USA. Mit der Ausführung dieses Befehls wurde Major James Drain beauftragt, der zu diesem Zweck in London mit Lieutenant Colonel Albert Stern, dem Leiter des Royal Naval Landship Committee, in Verbindung trat. Es wurde zunächst ein Auftrag über 600 Stück des Typs Mark VI erteilt, der jedoch im September 1917 auf Empfehlung des Major Drain auf den damals gerade sich in der Entwicklungsphase befindlichen Mark VIII geändert wurde. Am 11. November 1917 wurde dem damaligen britischen Munitionsminister Winston Churchill ein Vertragsentwurf vorgelegt, in dem vorgesehen war, neben den britischen auch die amerikanischen Möglichkeiten beim Bau dieses neuen Panzers zu berücksichtigen. Dieser Vertrag sah vor, dass die Briten die Panzerwanne mit dem Laufwerk und die Amerikaner Motor und Getriebe zu liefern hätten. Die Montage sollte in einer von Großbritannien in Frankreich zu errichtenden Fabrik unter französischer Regie erfolgen. Diese Fabrik sollte monatlich etwa 300 Fahrzeuge produzieren. Nachdem Churchill im Dezember diesem Vertrag zugestimmt hatte, wurde das Mechanical Warfare Supply Department des US-Rüstungsministeriums unter der Projektleitung von Lieutenant G. J. Rackham mit den Entwurfsarbeiten beauftragt. Am 4. Dezember 1917 fand eine erste Sitzung der alliierten Panzerkommission statt, bei der unter anderem beschlossen wurde, die Produktion des Mark VIII von den ursprünglich vorgesehenen 300 Stück auf monatlich 1200 Stück zu steigern.
Bedingt durch die deutsche Märzoffensive 1918 und die damit verbundenen riesigen britischen Materialverluste (beispielsweise musste das verlorene Geschützmaterial vorrangig ersetzt werden) kam die Produktion des Panzers nicht in Gang. Dazu kamen schwerwiegende Fehler in der Logistik der US-Motorenproduktion, die es zunächst unmöglich machten, die benötigte Anzahl der Triebwerke herzustellen. Nach dem Kriegsende im November 1918 zog sich Frankreich unverzüglich aus dem Projekt zurück, von dem lediglich Teile für 100 Fahrzeuge in England lagen und die USA inzwischen jedoch etwa 1400 Motoren gefertigt hatten. In Großbritannien wurden insgesamt nur sieben Fahrzeuge fertiggestellt. Geplant war der Bau von insgesamt 2950 Fahrzeugen, welche die Speerspitze bei den für 1919 geplanten Durchbruchschlachten bilden sollten. Mit großer Wahrscheinlichkeit hätten sie diesen Anforderungen voll und ganz entsprochen.
Im Jahre 1919 kauften die USA die unfertigen Panzerwannen von Großbritannien und produzierten im Rock-Island-Arsenal 100 Fahrzeuge, mit denen dann das 67th Tank Regiment ausgerüstet wurde. Die Fahrzeuge blieben bis 1932 im Dienst und wurden danach eingemottet. 1940 wurden etwa 90 Stück zum Schrottpreis an Kanada verkauft, wo sie zu Ausbildungszwecken aufgebraucht wurden.
Ein Gerät befindet sich heute im Royal Armoured Corps Tank Museum in Bovington Camp, Wareham (Dorset), ein weiteres in Fort Meade in Maryland.

## Beschreibung

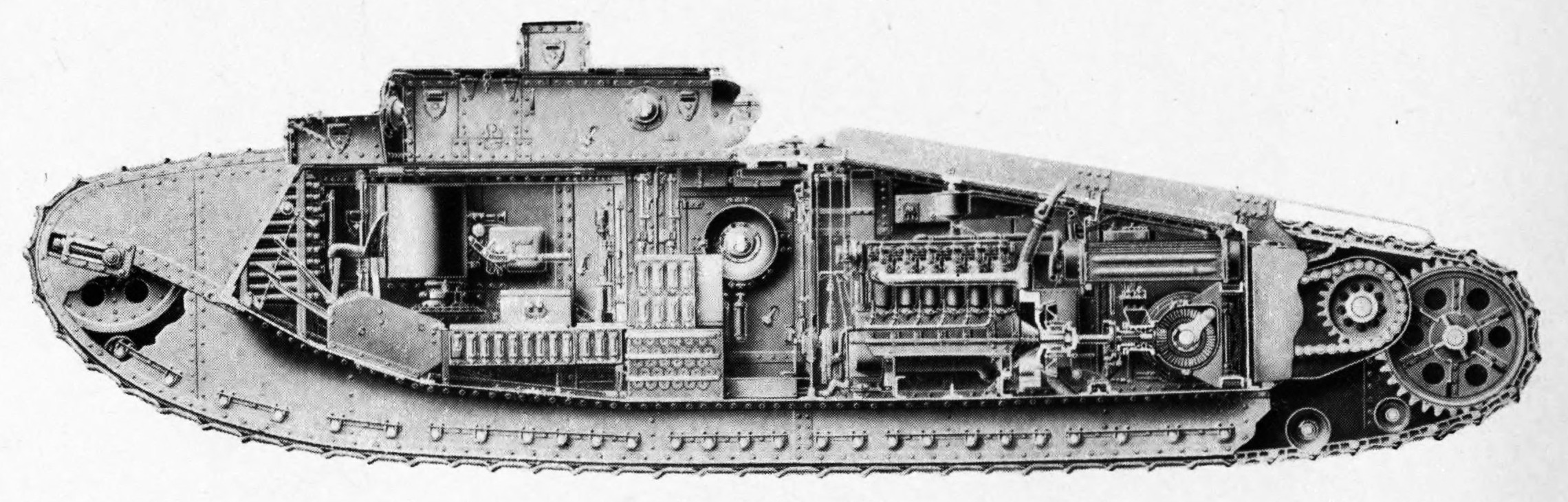
Innenleben eines Mark VIII

Der Alptraum der breiten Kampfgräben veranlasste die Konstrukteure, eine immer größere Grabenüberschreitfähigkeit vorzusehen. Wiederum wurde mit dem Mark VIII ein Fahrzeug mit der charakteristischen Rhomboidform entwickelt. Die Wanne war aus vergüteten Stahlplatten genietet, und erstmals wurde der Motorraum vom Kampfraum durch ein Schott getrennt. Durch eine verbesserte Ventilation herrschte im Kampfraum Überdruck, was die Luftqualität sehr verbesserte, da jetzt der Dunst und die Abgase des Motorraumes vom Kampfraum abgehalten werden konnten. Da im Motorraum weiterhin ein Mechaniker seinen Dienst versehen musste, war er der Einzige, der an dieser Verbesserung keinen Anteil hatte. Die von Major W. G. Wilson entwickelte Getriebesteuerung bewirkte, dass die Kraft des Motors bei Lenkbewegungen bedarfsgerecht auf die Antriebsräder verteilt wurde, anstatt sie wie bisher einfach nur abzubremsen. Die Motorkühlung war nicht ausgereift, sodass die Höchstgeschwindigkeit nicht über einen längeren Zeitraum gehalten werden konnte. Erst 1929 gab es Bestrebungen, die Motorkühlung zu verbessern. Der Panzer verfügte über zwei Erker, die mit Kanonen bestückt waren. Diese Erker sollten beim Transport mit der Bahn nach innen verschoben werden, um die Fahrzeugbreite zu verringern. Neben den beiden Kanonen gab es noch fünf bis sieben MG-Stände mit Kugelblenden.
| Mark VIII                  |        |
| Ergänzende Daten           |        |
| Erstverwendung             | 1919   |
| Kletterfähigkeit           | 1,30 m |
| Grabenüberschreitfähigkeit | 4,30 m |
| Steigfähigkeit             | k. A.  |

## Nutzerstaaten
- Vereinigte Staaten
- Vereinigtes Königreich
- Kanada

## Trivia
Im Film Indiana Jones und der letzte Kreuzzug ist eine Replik eines Mark VIII zu sehen, die aus einem Raupenkettenbagger gebaut wurde. Im Film wurde dem Panzer noch ein Turm mit Geschütz aufgesetzt. Diesen hatte das Original nie besessen.